# Cyathea tenuicaulis
Cyathea tenuicaulis är en ormbunkeart som beskrevs av Karel Domin. Cyathea tenuicaulis ingår i släktet Cyathea och familjen Cyatheaceae. Inga underarter finns listade.